# Everybody Still Hates Chris
Everybody Still Hates Chris (em português Todo Mundo Ainda Odeia o Chris) é uma série animada baseada na sitcom Everybody Hates Chris. A nova versão animada foi anunciada em 2022 e lançada nos Estados Unidos em 25 de setembro de 2024.
A nova série é um revival e começa onde terminou o final da série original. Conta a história da infância e adolescência do comediante Chris Rock em Brooklyn, Nova Iorque, durante os anos 1980.

## Enredo
O enigma do último episódio de Everybody Hates Chris é finalmente desvendado após várias teorias da conspiração ao longo dos anos. O personagem título reprovou no exame do supletivo e Rochelle acabou lhe dando uma surra que transformou o universo em desenho animado. Agora, Chris terá que lidar com novas confusões voltando ao ensino médio, assim como a família convive com novos dilemas acompanhando a fase de crescimento de Drew e Tonia, que se encaminham para a transição da adolescência à juventude.

## Antecedentes

### Pré-produção

Pôster promocional da série

Anunciado em agosto de 2022, a ideia de revitalizar Everybody Hates Chris como uma série animada foi discutida por executivos da CBS Studios e da 3 Arts Entertainment após o sucesso da série original em reprises na televisão e serviços de streaming. A decisão de optar pelo formato de animação foi vista como uma maneira de trazer uma nova perspectiva à história e permitir mais liberdade criativa, tanto visualmente quanto narrativamente.

### Produção
A série animada foi produzida pela Eye Animation Productions, em parceria com Chris Rock Enterprises e 3 Arts Entertainment. A série estreou no Comedy Central em 25 de setembro de 2024 nos Estados Unidos, e é uma continuação do último episódio da live-action, exibido em 2009.

## Elenco
Na versão de língua inglesa da animação, vários atores da série original reprisaram seus papéis. Chris Rock na narração, Terry Crews como Julius, o pai de Chris, enquanto Tichina Arnold dará voz a Rochelle, sua mãe. Já Chris, Tonya e Drew tiveram novos dubladores, devido aos atores originais que os interpretaram terem crescido. Estão entre eles: Tim Johnson Jr. como Chris, Terrence Little Gardenhigh como Drew e Ozioma Akagha como Tonya. Gunnar Sizemore, conhecido por seu papel na série Kung Fu Panda: The Paws of Destiny, dubla o Greg, o melhor amigo de Chris. Além disso, Jacqueline Mazarella retornou para dar voz da diretora Morello.

### Principal
- Chris Rock como Narrador
- Tichina Arnold como Rochelle
- Terry Crews como Julius
- Tim Johnson Jr. como Chris
- Ozioma Akagha como Tonya
- Terrence Little Gardenhigh como Drew
- Gunnar Sizmore como Greg

### Recorrente
- Jackée Harry como Vanessa
- Tisha Campbell como "Peaches"
- Ernest Lee Thomas como Sr. Omar
- Antonio Fargas como Doc Harris
- Kevontay Jackson como Jerome
- Jacqueline Mazzarella como diretora Morello
- Busta Rhymes como Graffiti "Orbit"
- Jeris Lee Poindexter como "Kill Moves"
- Paul Ben-Victor como Sr. Thurman
- Mikey Kelley como Joey Caruso
- Paulina Singer como Tasha Clarkson
- Mike Estime como Risky

## Lista de episódios
| Temporada | Número de episódio | Título                                 | Dirigido por     | Escrito por      | Exibição Original      |
| --------- | ------------------ | -------------------------------------- | ---------------- | ---------------- | ---------------------- |
| 1         | 1                  | "Everybody Still Hates the GED"        | Kelly Jones      | Sanjay Shah      | 25 de setembro de 2024 |
| 1         | 2                  | "Everybody Still Hates Block Parties"  | Traci Honda      | Ben Dougan       | 25 de setembro de 2024 |
| 1         | 3                  | "Everybody Still Hates Drew's Brother" | Geoffrey Johnson | Meredith Dawson  | 2 de outubro de 2024   |
| 1         | 4                  | "Everybody Still Hates the KKK"        | Geoffrey Johnson | Edgar Momplaisir | 2 de outubro de 2024   |
| 1         | 5                  | "Everybody Still Hates Cheat Codes"    | Tracy Honda      | Matt Marshall    | 9 de outubro de 2024   |
| 1         | 6                  | "Everybody Still Hates Halloween"      | Kelly Jones      | Matt Claybrooks  | 9 de outubro de 2024   |